# ジャパン女子プロレス
ジャパン女子プロレス（ジャパンじょしプロレス）は、かつて存在した日本の女子プロレス団体。

## 歴史
日本女子プロレスが国際プロレスに吸収されて以来、女子プロレス団体は全日本女子プロレスしか存在していなかったが、ジャパン女子プロレスは全日本女子プロレスのクラッシュ・ギャルズの人気を引き金とする女子プロレスブームを背景に、「プロレス版おニャン子クラブ」を当初のコンセプトとして設立。旗揚げ戦にはボンド企画が関わり、おニャン子クラブをプロデュースした秋元康がアドバイサーとして関与していた。また、コーチとして男子プロレス界から山本小鉄を招聘して新日本プロレスで提供試合をしたこともあった。道場は八王子に置かれていた。
1986年8月17日、後楽園ホールで旗揚げ戦を開催。秋元をはじめゲストとしてボンド企画所属の本田美奈子、少女隊がリング上で歌を歌い、さらにアントニオ猪木も来場していた。旗揚げ戦は豪華であったが、その後は何度も経営不安が発生して代表の椎名勝英は早々に退陣。代表を受け継いだ持丸常吉は打開策としてコーチを務めていたグラン浜田を通じて交流のあった新間寿（元新日本プロレス専務取締役兼営業本部長）、大塚直樹（元ジャパンプロレス代表取締役副会長）らの協力を得て男子プロレス、空手などあらゆる格闘技を融合した格闘技連合として再出発する方針を進めた。
1988年、浜田と同じくコーチを務めていた大仁田厚との抗争（アングルであった）の延長線上で、12月3日の後楽園ホールで組まれた両者の試合をきっかけに男女混合団体にしようとする動きもあったが、所属選手やファンの猛反発を受けて、この計画は頓挫している。
1991年10月、若手選手の半田美希、穂積詩子、北村真実が代表の持丸ら当時の経営陣を批判して退団したことをきっかけに経営不安が再燃。一旦は収まったものの、1992年1月にアメリカのLPWAへの遠征を申し出ていた風間ルミの解雇に神取忍が反発して来年度の契約を更新しない姿勢を示したことで混乱。1月26日、熊本市民体育館大会を最後に解散。解散時の運営はジャパン企画プロモーションが引き受けた。
解散後はジャパン企画プロモーションの子会社「JWPプロジェクト」を受け皿とする新たな女子プロレス団体が後を引き継ぐ計画が立ち上がったが、選手会が分裂してキューティー鈴木、尾崎魔弓、ダイナマイト関西、プラム麻里子、福岡晶、斎藤澄子、ボリショイ・キッドはJWP女子プロレスとして前述の後継団体に参加。ハーレー斉藤、大沢ゆかり、斉藤緑、二上美紀子、遠藤美月は半田グループや風間、神取と合流してLLPWを設立。また、最終興行の時点で引退を表明していたデビル雅美、イーグル沢井は程なく引退を撤回して、それぞれJWPとLLPWに加わっている。

## タイトル
- UWAインターナショナル女子王座
- UWA&JWPジュニア王座
- 太平洋岸タッグ王座

## 所属選手、スタッフ
JWP女子プロレスに参戦
- 尾崎魔弓
- ダイナマイト関西（旧：ミスA）
- キューティー鈴木
- プラム麻里子
- デビル雅美
- 福岡晶
- 斎藤澄子
- 外山寿美代
- ボリショイ・キッド（現：コマンド・ボリショイ）
- チャーリー東（レフェリー）
- 川崎恵代（レフェリー）
- 山本雅俊（リングアナウンサー）
- 千葉道也（リングアナウンサー）

LLPWに参戦
- 神取忍（旧：神取しのぶ）
- 風間ルミ
- ハーレー斉藤（旧：ハレー斉藤）
- イーグル沢井
- 半田美希
- 穂積詩子
- 大沢ゆかり（現：ジェンヌゆかり）
- 北村真実（現：レオ北村）
- 安田留美（現：紅夜叉）
- 斉藤緑（現：キャロル美鳥）
- 二上美紀子（現：GAMI）
- 遠藤美月
- オスカル智
- トミー蘭（現：Tommy）（レフェリー）
- 清水勝男（リングアナウンサー）

その他
- ジャッキー佐藤
- ナンシー久美
- ソチ浜田
- ユウ山崎
- ダーティー大和
- 剣舞子
- ムーン章子
- 小金井幸子
- 山崎五紀
- ザ・スナイパー（現：阿蘇しのぶ）
- 伊藤勇気
- スマイリー真美
- イリア米本
- 諸星小百合
- エデン馬渕
- 村光代（現：ボンバー光）
- 星野玲子（旧：ザ・スコルピオン）
- 溝口真理子
- 高橋志津子
- 斉藤恵美
- 中島有賀
- 今関志保
- 小林知美
- 杉原由佳子
- 滝あゆみ
- 土肥希巳枝
- 張美貞
- 森幸子
- ミスター林（レフェリー）
- 福士健一（レフェリー）
- 西宮聡（レフェリー）
- 山本小鉄（新日本プロレス）（コーチ）
- グラン浜田（フリー）（コーチ）
- 大仁田厚（フリー）（コーチ）

## 来日外国人選手
- インディア・アステカ
- ウィッチ・ウォリアー
- エステル・モレノ
- ザ・ロック
- シェリー・マーテル
- シェリル・ルーサー
- スレイマ
- デスピナ・マンタガス
- テリー・パワー
- ビビアン・バション
- ペギー・リー・レザー
- マグニフィセント・ミミ
- メデューサ
- モンスター・リッパー
- ルナ・バション
- レイナ・ガレゴス
- レジー・ベネット
- ローラ・ゴンザレス
- ロッキン・ロビン
- ロッシー・モレノ

## 試合中継
団体後期においてテレビ神奈川と東京ケーブルネットワークで試合中継が行われた。また、KBSホールで開催する興行に限って京都放送で試合中継が放送された。なお、ごく初期においてはテレビ朝日の番組「鶴太郎の大人によくないテレビ」で試合の模様を流す短いコーナーが存在したが、これは試合そのものよりも試合会場で観戦している子供（番組出演者）の反応の方に重点が置かれた構成になっていた。

## 関連書籍
- 著：竹内宏介 日本スポーツ出版社『プロレス虚泡団体の真実』1998年10月1日 ISBN 4-930943-12-4
- ベースボール・マガジン社『週刊プロレス名鑑ロマン 15年クロニクル』2004年2月1日 ISBN 4-583-61261-3